# Équipe d'Espagne espoirs de football
Maillots
L'équipe d'Espagne espoirs de football est constituée par une sélection des meilleurs joueurs espagnols de moins de 23 ans sous l'égide de la Fédération royale d'Espagne de football. L'âge limite pour jouer en espoirs est de 21 ans à la date du début des phases éliminatoires d'un championnat d'Europe.
L'équipe d'Espagne participe au Championnat d'Europe de football espoirs. 
C'est en 1976 que l'équipe espoirs espagnole est créée, après la réorganisation des compétitions de jeunes organisée par l'UEFA. En 31 ans d'existence, l'équipe a joué sept finales de championnat d'Europe et en a remporté quatre.
Le meilleur buteur et joueur le plus capé de l'histoire de la sélection est Gerard Deulofeu, formé au Barça. Il totalise 36 sélections et 17 buts avec la Rojita.

## Parcours dans les compétitions

### Championnat d'Europe de football espoirs
| Année | Rang            | J   | G   | N  | D  | BP  | BC  |
| ----- | --------------- | --- | --- | -- | -- | --- | --- |
| 1978  | Non qualifié    | 4   | 2   | 0  | 2  | 5   | 8   |
| 1980  | Non qualifié    | 4   | 1   | 2  | 1  | 4   | 2   |
| 1982  | 1/4 finale      | 6   | 5   | 0  | 1  | 14  | 5   |
| 1984  | Finaliste       | 10  | 5   | 2  | 3  | 11  | 11  |
| 1986  | Champion        | 10  | 7   | 1  | 2  | 18  | 9   |
| 1988  | 1/4 finale      | 8   | 4   | 2  | 2  | 10  | 4   |
| 1990  | 1/4 finale      | 6   | 4   | 0  | 2  | 5   | 4   |
| 1992  | Non qualifié    | 7   | 3   | 2  | 2  | 6   | 5   |
| 1994  | 3e              | 12  | 9   | 2  | 1  | 21  | 9   |
| 1996  | Finaliste       | 14  | 10  | 3  | 1  | 34  | 14  |
| 1998  | Champion        | 11  | 10  | 1  | 0  | 21  | 6   |
| 2000  | 3e              | 14  | 11  | 3  | 0  | 31  | 7   |
| 2002  | Non qualifié    | 10  | 6   | 1  | 3  | 15  | 9   |
| 2004  | Non qualifié    | 10  | 6   | 2  | 2  | 17  | 5   |
| 2006  | Non qualifié    | 10  | 6   | 2  | 2  | 37  | 8   |
| 2007  | Non qualifié    | 4   | 2   | 1  | 1  | 8   | 4   |
| 2009  | Phase de groupe | 13  | 10  | 1  | 2  | 27  | 7   |
| 2011  | Champion        | 15  | 12  | 2  | 1  | 31  | 8   |
| 2013  | Champion        | 15  | 14  | 1  | 0  | 47  | 5   |
| 2015  | Non qualifié    | 10  | 7   | 2  | 1  | 25  | 8   |
| 2017  | Finaliste       | 17  | 11  | 4  | 2  | 44  | 13  |
| 2019  | Champion        | 15  | 13  | 0  | 2  | 45  | 14  |
| 2021  | Demi-finaliste  | 15  | 12  | 2  | 1  | 27  | 3   |
| 2023  | Finaliste       | 13  | 12  | 1  | 1  | 50  | 10  |
| Total | 15/23           | 238 | 170 | 34 | 34 | 502 | 169 |

## Effectif en 2023
Liste des joueurs sélectionnés pour le Championnat d'Europe de football espoirs 2023 et mis-à-jour à la suite de la finale opposant l'Espagne à l'Angleterre (0-1) :
| N°: | Pos: | Nom:               | Date de naissance:       | Sélections | Buts | Club:           |
| --- | ---- | ------------------ | ------------------------ | ---------- | ---- | --------------- |
| 1   | GB   | Arnau Tenas        | 30 mai 2001              | 14         | 0    | FC Barcelone    |
| 13  | GB   | Julen Agirrezabala | 26 décembre 2000         | 8          | 0    | Athletic Bilbao |
| 23  | GB   | Léo Román          | 6 juillet 2000           | 2          | 0    | Real Oviedo     |
|     |      |                    |                          |            |      |                 |
| 5   | DF   | Jon Pacheco        | 8 janvier 2001           | 16         | 0    | Real Sociedad   |
| 14  | DF   | Aitor Paredes      | 29 avril 2000            | 8          | 0    | Athletic Bilbao |
| 15  | DF   | Mario Gila         | 29 août 2000             | 9          | 0    | SS Lazio        |
| 17  | DF   | Sergio Gómez       | 4 septembre 2000         | 19         | 10   | Manchester City |
| 20  | DF   | Manu Sánchez       | 24 août 2000             | 10         | 3    | Celta Vigo      |
| 3   | DF   | Juan Miranda       | 19 janvier 2000          | 25         | 5    | Real Betis      |
| 12  | DF   | Arnau Martinez     | 25 avril 2003            | 9          | 0    | Girona FC       |
| 2   | DF   | Víctor Gómez       | 1er avril 2000           | 13         | 1    | SC Braga        |
|     |      |                    |                          |            |      |                 |
| 4   | ML   | Hugo Guillamón     | 31 janvier 2000          | 17         | 3    | Valence         |
| 6   | ML   | Antonio Blanco     | 23 juillet 2000          | 14         | 2    | Real Madrid     |
| 18  | ML   | Gabri Veiga        | 27 mai 2002              | 9          | 0    | Celta Vigo      |
| 22  | ML   | Adrián Bernabé     | 26 mai 2001              | 6          | 0    | Parma           |
| 8   | ML   | Oihan Sancet       | 25 avril 2000            | 14         | 2    | Athletic Bilbao |
| 16  | ML   | Álex Baena         | 20 juillet 2001          | 13         | 2    | Villarreal      |
| 19  | ML   | Aimar Oroz         | 27 novembre 2001         | 10         | 3    | CA Osasuna      |
| 10  | ML   | Rodri Sánchez      | 16 mai 2000              | 19         | 3    | Real Betis      |
|     |      |                    |                          |            |      |                 |
| 11  | AT   | Ansu Fati          | 31 octobre 2002 (21 ans) | 1          | 0    | FC Barcelone    |
| 22  | AT   | Iñigo Córdoba      | 13 mars 1997             | 1          | 1    | Athletic Bilbao |

## Records

### Les plus capés
| Rang | Joueur          | Club(s)                                     | Période   | Apparitions |
| ---- | --------------- | ------------------------------------------- | --------- | ----------- |
| 1    | Gerard Deulofeu | FC Barcelone, Everton, Séville FC, Milan AC | 2012–2017 | 36          |
| 2    | Iker Muniain    | Athletic Bilbao                             | 2011–2014 | 31          |
| 3    | David de Gea    | Atlético de Madrid, Manchester United       | 2009–2013 | 27          |
| -    | Santi Denia     | Albacete Balompié, Atlético de Madrid       | 1992–1996 | 27          |
| 5    | Saúl            | Rayo Vallecano, Atlético de Madrid          | 2013–2017 | 25          |
| -    | Diego Capel     | Séville FC                                  | 2007–2011 | 25          |
| -    | Xavi            | FC Barcelone                                | 1998–2001 | 25          |
| 8    | Óliver          | Atlético de Madrid, FC Porto                | 2013–2016 | 24          |
| -    | Javi Martínez   | Athletic Bilbao                             | 2007–2011 | 24          |
| -    | Óscar García    | FC Barcelone, Albacete Balompié             | 1992–1996 | 24          |

### Buteurs
| Rang | Joueur            | Club(s)                                           | Période   | Buts |
| ---- | ----------------- | ------------------------------------------------- | --------- | ---- |
| 1    | Gerard Deulofeu   | FC Barcelona, Everton FC, Seville FC, Milan AC    | 2012–2017 | 17   |
| 2    | Óscar García      | FC Barcelona, Albacete Balompié                   | 1992–1996 | 12   |
| 3    | Pablo Couñago     | Recreativo de Huelva, Celta de Vigo, Ipswich Town | 1999–2001 | 9    |
| 4    | Julen Guerrero    | Athletic Bilbao                                   | 1992–1994 | 8    |
| 4    | Raúl González     | Real Madrid                                       | 1995–1996 | 8    |
| 4    | Jonathan Soriano  | FC Barcelona, Red Bull Salzbourg                  | 2005      | 8    |
| 7    | Roberto Fernández | CD Castellón, Valencia CF, FC Barcelona           | 1980–1988 | 7    |
| 7    | José Gálvez       | RCD Mallorca, Valencia CF                         | 1993–1995 | 7    |
| 7    | Xavi Hernández    | FC Barcelona                                      | 1998–2001 | 7    |
| 7    | David Silva       | Valencia CF, SD Eibar, Celta de Vigo              | 2004–2006 | 7    |